# フランツ＝ミカエル・スキョル・メルビン
フランツ＝ミカエル・スキョル・メルビン（デンマーク語：Franz-Michael Skjold Mellbin、1958年11月11日 - ）は、デンマークの弁護士、税務官僚、外交官、法学者。
コペンハーゲン大学法学部助教授、外務省商務開発局局長、アフガニスタン・イスラム共和国駐箚デンマーク王国特命全権大使（2007～2008年）、日本国駐箚デンマーク王国特命全権大使（2008～2011年）などを歴任した。

## 来歴

### 生い立ち
1958年、コペンハーゲン県（のちのデンマーク首都地域）のゲントフテ市にあるヘラロップにて生まれた。
コペンハーゲン大学に進学し、法学部にて法学を学んだ。1983年、コペンハーゲン大学を卒業した。同年、弁護士としての資格を取得した。

### 官界にて
1984年、デンマークの税務省に入省した。翌年、デンマークの外務省の政策企画局に移った。以来、外交官としての道を歩む。1988年から、ノルトライン＝ヴェストファーレン州ボン市に所在する西ドイツ駐箚大使館にて、政治経済部の秘書官を務めた。1991年より外務省の本省に戻り、安全保障政策局の北大西洋条約機構・軍縮部に勤務した。1992年には、ブラジリア連邦直轄区ブラジリア市に所在するブラジル駐箚大使館にて、ブラジル駐箚代理大使を務めた。同年、外務省のアフリカ局にて政策部の部長に就任した。1994年からは、北京市に所在する中華人民共和国駐箚大使館にて、中華人民共和国駐箚代理大使も務めた。また、その間、母校であるコペンハーゲン大学にて教鞭を執っており、1985年から1988年までと1991年から1994年までの二度にわたり、法学部の助教授を務めた。
その後、外務省の幹部として活躍する。1999年には外務省のアフリカ局にて、2000年には同じく外務省の政策企画局にて、それぞれ副局長に就任した。2005年には、外務省の商務開発局にて局長に就任した。2007年には、アフガニスタン駐箚大使に就任した。アフガニスタン紛争などにより混乱が続くアフガニスタンに赴任し、カーブル州カーブル市のアフガニスタン駐箚大使館にて執務を執った。2008年には、日本駐箚大使に就任した。日本に赴任し、2011年まで東京都渋谷区の日本駐箚大使館にて勤務していた。
なお、これらの業績が評価され、ダネブロー騎士勲章を受章している。

## 外交活動
日丁関係
日本とデンマークとの関係については「ビジネスと政治ですばらしい関係」と評するとともに「学生と研究者が絶えず行き来して成果をあげており、また活発な文化的交流があります」と述べている。しかし、「多くの日本人はデンマークについてほとんど知りません」とも指摘しており、「デンマークと日本の両国は世界でもっともエネルギー効率の高い経済を誇っています」「日本を入出国するコンテナのほぼ3隻に1隻は、デンマーク所有かデンマークのチャーター船です」と語り、日本とデンマークとの縁の深さについて力説している。
東北地方太平洋沖地震
2011年3月11日、東北地方太平洋沖地震が発生した。最大震度7を記録するとともに、福島県にて福島第一原子力発電所事故が発生するなど、各地に大きな被害をもたらした。福島第一原子力発電所事故が発生したことを受け、デンマークの緊急事態管理局や外務省は、自国民に対し東京電力福島第一原子力発電所より80キロメートル圏内から退避するよう呼びかけた。しかし、メルビンは日本駐箚大使として自ら車を駆って、80キロメートル圏内を通って宮城県東松島市を訪れた。緊急事態のためすぐに使用できるようにと、ノルデンからの寄附金1500万円を市長の阿部秀保に渡すとともに、デンマークビジネス協会からの寄附金150万円を東松島市母子救済センターに渡した。さらに、レゴから寄附された玩具なども避難所に贈った。
また、被災した日本に対する声明を発表し、被災者らに見舞いの言葉を述べるとともに、日本の復活を信じていると語り、その復活にデンマークが協力することで両国間の関係はよりいっそう強化されると語った。また、自国民に対しては「Som noget særligt har ambassaden et jordskælvsberedskab, som senest blev aktiveret i forbindelse med det voldsomme jordskælv i år, ligesom ambassaden løbende følger og om nødvendigt i samarbejde med Beredskabsstyrelsen rådgiver om følgerne af reaktorulykken ved Fukushima 1.」と述べている。
クールビズ
デンマークが第15回気候変動枠組条約締約国会議の開催国となったことから、地球温暖化についての情報発信にも熱心であり、日本のクールビズの取り組みに積極的に参加している。
2009年5月、日本駐箚デンマーク大使館の主催、日本サイクリング協会の主管にて「COP15 CYCLING TOUR――デンマーク大使と走ろう、エコサイクリング。」を開催した。一般の参加者らとともに、メルビン自ら9都道府県を自転車で走り、第15回気候変動枠組条約締約国会議に対する啓蒙活動を行った。また、東京都千代田区にてコミュニティサイクルの社会実験が始まった際には、ヨーロッパのコミュニティサイクル事情を紹介するとともに、社会実験の成功を祈念し環境副大臣の田島一成と自転車を交換し合っている。
これらの取り組みが評価され、同年11月には、クールビズ推進協議会より「COOL BIZ OF THE YEAR」TEAM COOL BIZ部門賞を授与された。受賞に際して、「デンマークでCOPが開催される年にこの賞を受賞できたのは大変嬉しい」とコメントした。
通商・経済の振興
デンマークに本拠を置くエコーが日本法人を設立した際には、ルー大柴や浦浜アリサらとともに記念レセプションに参加している。

## 人物
自転車を愛用しており、日本に赴任していた際には、日本駐箚大使館への通勤に自転車を利用していた。なお、母国の首都であるコペンハーゲン市は「3人に1人は自転車通勤」といわれるほどであり、デンマークは自転車先進国として知られている。

## 略歴
- 1958年 - コペンハーゲン県ゲントフテ市にて誕生。
- 1983年 - コペンハーゲン大学法学部卒業。
- 1983年 - 弁護士。
- 1984年 - 税務省入省。
- 1985年 - 外務省政策企画局。
- 1985年 - コペンハーゲン大学法学部助教授。
- 1988年 - 西ドイツ駐箚大使館政治経済部秘書官。
- 1991年 - 外務省安全保障政策局北大西洋条約機構・軍縮部。
- 1991年 - コペンハーゲン大学法学部助教授。
- 1992年 - ブラジル駐箚代理大使。
- 1992年 - 外務省アフリカ局政策部部長。
- 1994年 - 中華人民共和国駐箚代理大使。
- 1999年 - 外務省アフリカ局副局長。
- 2000年 - 外務省政策企画局副局長。
- 2005年 - 外務省商務開発局局長。
- 2007年 - アフガニスタン駐箚大使。
- 2008年 - 日本駐箚大使。

## 賞歴
- 2009年 - 「COOL BIZ OF THE YEAR」TEAM COOL BIZ部門。

## 栄典
- 1999年 - ダネブロー騎士勲章R
- 2006年 - ダネブロー騎士勲章R1